# Wört
Wört è un comune tedesco di 1 534 abitanti situato nel land del Baden-Württemberg.